# Norbert Thériault
Pour les articles homonymes, voir Thériault.
 (juin 2016).
Si vous disposez d'ouvrages ou d'articles de référence ou si vous connaissez des sites web de qualité traitant du thème abordé ici, merci de compléter l'article en donnant les références utiles à sa vérifiabilité et en les liant à la section « Notes et références ».
Norbert Léon Thériault (né à Eel River Bridge le 16 février 1921 et mort à Shédiac le 19 juin 2016) est un homme politique acadien, canadien. 

## Biographie
Norbert Thériault est né le 16 février 1921 à Eel River Bridge, dans le village de Baie-Sainte-Anne, au Nouveau-Brunswick. Son père est Edmour Thériault et sa mère est Céline Turbide.
Il étudie à l'école primaire puis à l'école secondaire de Eel River Bridge. Il fréquente ensuite l'Université Saint-Thomas puis l'Université Saint-Francis-Xavier. 
Norbert Thériault épouse Joséphine Martin (fille de Raphael Martin et de Charlotte Manuel) le 26 août 1941 et le couple a 11 enfants (10 biologiques et 1 adopté : Jerry, Raoul, Aurele, Monette, Ginette, Jean-Marie, Gilles, Berthe, Camille, Nicole et Mario). 
Membre du parti libéral, il est député de la circonscription de Northumberland Baie-du-Vin de 1960 à 1979. Il est ministre des Affaires municipales de 1965 à 1967 et ministre de la Santé et du Bien-Être de 1960 à 1970 dans le cabinet de Louis J. Robichaud avec qui il travailla au programme « Chance égale pour tous ». 
Norbert Thériault fut nommé sénateur, en mars 1979, sous le gouvernement Libéral de Pierre Elliott Trudeau et se retira en 1996, à l'âge de 75 ans. 
Il est aussi membre du conseil municipal du comté de Northumberland en 1960 et conseiller scolaire entre 1948 et 1961. Il est impliqué dans sa communauté, membre du comité consultatif de l'hôpital Hôtel-Dieu et du club de curling de Newcastle.